# Ампалланг
Ампалланг — мужской генитальный пирсинг. Прокол проходит горизонтально через головку полового члена, иногда затрагивая уретру. Существует также глубокий ампалланг, который отличается от обычного только тем, что производится через тело полового члена, а не через его головку. Аналогом ампалланга является вертикальный прокол головки, который называется ападравиа. Сочетание ампалланга и ападравиа иногда называют «волшебным крестом».
Ампалланг — довольно сложный пирсинг, и процесс прокола может быть весьма болезненным. Полное заживление обычно занимает от четырёх до шести месяцев, но может занять год и более.
Такой пирсинг может приносить приятные ощущения владельцу, так как стимулирует внутренние ткани пениса. Также этот пирсинг усиливает стимуляцию полового члена во время секса. 

## Возможные проблемы и трудности
- Основные проблемы со здоровьем связаны с тем, что во время самой процедуры прокола, а также в первое время после неё в процессе заживления, в зависимости от местоположения могут быть значительные потери крови.
- Смена пирсинговых украшений обычно производится владельцем в интимной обстановке при эрегированном пенисе, при том, что сам процесс прокола и вставка первого украшения производилась в неэрегированном состоянии.
- После прокола владельцу необходимо воздержание от секса и других стимуляций полового члена в течение долгого времени, обычно от нескольких недель до полугода.
- Также вероятно, что этот тип пирсинга может повредить зубы и мягкие ткани рта партнёра в процессе орального секса.
- Если ампалланг проходит сквозь уретру, он может препятствовать прохождению мочи, заставляя носителя присесть или принимать какие-то особые позы при мочеиспускании.
- Даже после полного заживления в теле пениса всё равно остаются жёсткие рубцы, которые могут доставлять некоторые неудобства в будущем.

## Используемые украшения
Прямые штанги — это практически единственные украшения, возможные при данном проколе как в период заживления, так и после него. При этом штанга должна быть достаточно длинной, чтобы не стеснять половой член в состоянии эрекции. После первоначального заживления возможно увеличение размеров украшений до более чем 10 мм в диаметре.